# Diecezja Nkayi
Diecezja  Nkayi – diecezja rzymskokatolicka w Kongo. Powstała w 1983.

## Biskupi ordynariusze
- - Bp Daniel Mizonzo (od 2001)
  - Bp Bernard Nsayi (1990 – 2001)
  - Bp Ernest Kombo, S.J. (1983– 1990)